# Can Canyelles (Canovelles)
Can Canyelles és un edifici de Canovelles (Vallès Oriental) que forma part de l'Inventari del Patrimoni Arquitectònic de Catalunya.

## Descripció
És una masia orientada a migdia amb coberta a quatre vessants, de planta i pis. Té portal d'arc escarser, probablement de més recent factura. Cal destacar una finestra que pertany a la sala principal, amb llinda plana acabada en traceria formant un fals arc conopial amb decoració floral i canalets a les impostes.
Té altres dependències al costat, pel bestiar. Al costat s'ha construït una casa nova per a habitatge dels propietaris.
Els materials emprats són teula àrab, pedra amb morter i carreus de pedra.

## Història
El mas de Can Canyelles és un dels masos més antics de Canovelles juntament amb Can Camps i Ca l'Orri.
Pertanyé durant un temps als dominicans de Santa Caterina de Barcelona, establerts al Santuari de Bellulla des del 161 fins al 1835 en què foren desposseïts dels seus béns.